# Dawn Explosion
Dawn Explosion je třetí a poslední studiové album rockové skupiny Captain Beyond, vydané v roce 1977. Na tomto album už nezpíval Rod Evans ale nahradil ho Willy Daffern.

## Seznam skladeb

### Strana 1
1. "Do or Die" (Rhino, Bobby Caldwell, Willy Daffern) – 3:38
2. "Icarus" (Rhino, Caldwell, Lee Dorman) – 4:17
3. "Sweet Dreams" (Rhino, Caldwell, Dorman) – 5:29
4. "Fantasy" (Rhino, Caldwell, Daffern) – 6:02

### Strana 2
1. "Breath of Fire, Part 1 & Part 2" (Rhino, Caldwell, Daffern) – 6:19
2. "If You Please" (Rhino, Caldwell, Daffern, Dorman) – 4:13
3. "Midnight Memories" (Rhino) – 3:59
4. "Oblivion" (Rhino, Caldwell, Dorman) – 4:00

## Sestava
- Rhino – sólová kytara, akustická kytara, slide kytara
- Bobby Caldwell – bicí, perkuse, zpěv
- Lee Dorman – basová kytara, zpěv
- Willy Daffern – sólový zpěv